# Laika-Verlag
Der Laika-Verlag (Eigenschreibweise: LAIKA-Verlag) ist ein Verlag für politische Literatur.

## Geschichte
Der Verlag wurde 2009 von Carmen Bitsch, Willi Baer und Karl-Heinz Dellwo in Hamburg  gegründet und wurde als GmbH & Co. KG geführt. 2011 schied Bitsch aus dem Verlag aus, 2017 Baer. 2019 gab Dellwo die Einstellung des Verlags bekannt, stattdessen fand jedoch im Juli 2020 eine Umfirmierung der GmbH & Co. KG in die Laika Verlag GmbH statt. Karl-Heinz Dellwo schied als Geschäftsführer aus, der neue Geschäftsführer ist Martin Bergt.
Wie auch das Logo andeutet, bezog sich der Name des Verlags auf die Hündin Laika, das erste von Menschen ins Weltall beförderte Lebewesen, das dort auch starb.
Im Mai 2024 gab der Verlag bekannt, dass Bergt in Absprache mit Dellwo den Buchverkauf zum 30. Juni einstellen und die noch vorhandenen über 30.000 Bücher entsorgen wird. Grund sind finanzielle Engpässe durch „Lagermiete, die Buchhaltung, den Steuerberater, das Finanzamt und das Bundesamt für Justiz, das immer wieder mit absurd hohen Strafzahlungen droht“, die der Geschäftsführer aus Gründen der Verrentung nicht mehr aus privaten Mitteln decken konnte.

## Programm
Im Verlag erschien die 32-bändige Bibliothek des Widerstands, herausgegeben u. a. von Karl-Heinz Dellwo. In dieser Reihe erschienen Bände zur Geschichte sozialer und linker Bewegungen, etwa über den Widerstand gegen die Kernenergie (Lieber heute aktiv, als morgen radioaktiv), die Tötung Benno Ohnesorgs oder den Putsch in Chile 1973. Die Bücher verbanden aktuelle und historische Texte von Autoren wie Régis Debray oder Karl Heinz Roth mit Dokumentarfilmen auf beigelegten DVDs.
In der Reihe LAIKATheorie wurden politische und philosophische Schriften z. B. von Slavoj Žižek, Werner Seppmann oder Ellen Meiksins Wood veröffentlicht. In der Edition Provo erschienen Bücher zu aktuellen Themen wie den Unruhen in Griechenland oder zum Konflikt um die Mavi Marmara.
2012 hat der Verlag eine Neuausgabe des Buches Das deutsche Volk klagt an herausgebracht, in der erstmals die Autoren genannt werden.